# 拉斯托雷斯德科蒂利亚斯
拉斯托雷斯德科蒂利亚斯，是西班牙穆尔西亚自治区的一个市镇。总面积39平方公里，总人口1645人（2001年），人口密度422人/平方公里。

## 友好城市
- 法國 菲尔米尼